# 민권당
민권당(民權黨)은 1981년에 창당하여 1985년에 해산된 민주정의당 산하의 구색정당이다.

## 참고 문헌
- 네이버 백과사전(두피디아)
- 네이트 백과사전(한국민족문화대백과)[깨진 링크(과거 내용 찾기)]